# STS-130
STS-130 (acoblament de l'ISS, vol 20A) és una missió del transbordador espacial Endeavour a l'Estació Espacial Internacional, que va ser llançada el 7 de febrer de 2010, i que va tenir una durada de 16 dies, tres dies més del previst.

## Tripulació
- George D. Zamka (2) -  Comandant
- Terry Virts (1) -  Pilot
- Robert L. Behnken (2) - Especialista 1 de missió
- Kathryn P. Hire (2) - Especialista de 2 de missió
- Nicholas Patrick (2) - Especialista 3 de missió
- Stephen Robinson (4) - Especialista 4 de missió

## Càrrega útil de la missió
La seva càrrega útil consistir en el mòdul Tranquility i la Cupola, una estació de control robòtic amb sis finestres al voltant dels costats i una altra al centre que ofereix una vista de 360 graus al voltant de l'estació.
El Tranquility estava emmagatzemat en Thales Alenia Space a Torí, Itàlia, i va ser traslladat a Florida per a la preparació del vol. Anteriorment era conegut com a Node 3, i va ser nomenat per una enquesta de la NASA.